# Cireași
Cireași település Romániában, Beszterce-Naszód megyében.

## Fekvése
Beszterce-Naszód megye északnyugati részén, a Cibles hegységben, Felsőilosva közelében helyezkedik el.

## Története
1956-ig Felsőilosva része volt, ekkor vált külön településsé 161 lakossal.
1966-ban 187, 1977-ben 200, az 1992-es népszámláláskor pedig 119 román lakosa volt.